# Cnossos
|  | Aquest article tracta sobre la ciutat de Cnossos. Si cerqueu el palau, vegeu «Palau de Cnossos». |

Cnossos (en grec antic, Κνωσός, Κνωσσός, Γνωσσός Knossós i Gnossós; en llatí, Cnossus o Cnosus, i també Gnossus i Gnosus) era la ciutat reial de Creta, situada al nord de l'illa, no gaire lluny de l'actual ciutat d'Iràklio o Càndia. Inicialment es va anomenar Ceratos (Καίρατος), segons Estrabó, per un riuet d'aquest nom que discorria al peu de les seves muralles.

## Mitologia
Segons la llegenda, el fundador del Regne de Creta, Minos, va fundar-la i va fer-ne la seva residència, segons diu Homer en l'Odissea. També en parla en la Ilíada. Tota l'illa, i Cnossos particularment, estava en estreta connexió amb Zeus, ja que allí es va celebrar la unió de Zeus i Hera, diu Diodor de Sicília. Va ser la ciutat més important de Creta durant la civilització minoica.
El conegut laberint cretenc està unit a la història llegendària de Cnossos. Es descrivia com un edifici erigit per Dèdal i era la residència del Minotaure, segons Diodor i la Biblioteca d'Apol·lodor. Aquest monument segurament era una obra fruit de la imaginació dels poetes i escriptors posteriors. Els Himnes homèrics, Hesíode i Heròdot, no parlen d'aquest edifici. La construcció de laberints és essencialment egípcia, i sembla probable que les cavernes naturals i els sepulcres a prop de Cnossos i que originàriament s'utilitzaven per al culte religiós, van suggerir, després de la introducció de la mitologia egípcia a Grècia, la idea del laberint i del seu llegendari ocupant.

## Història

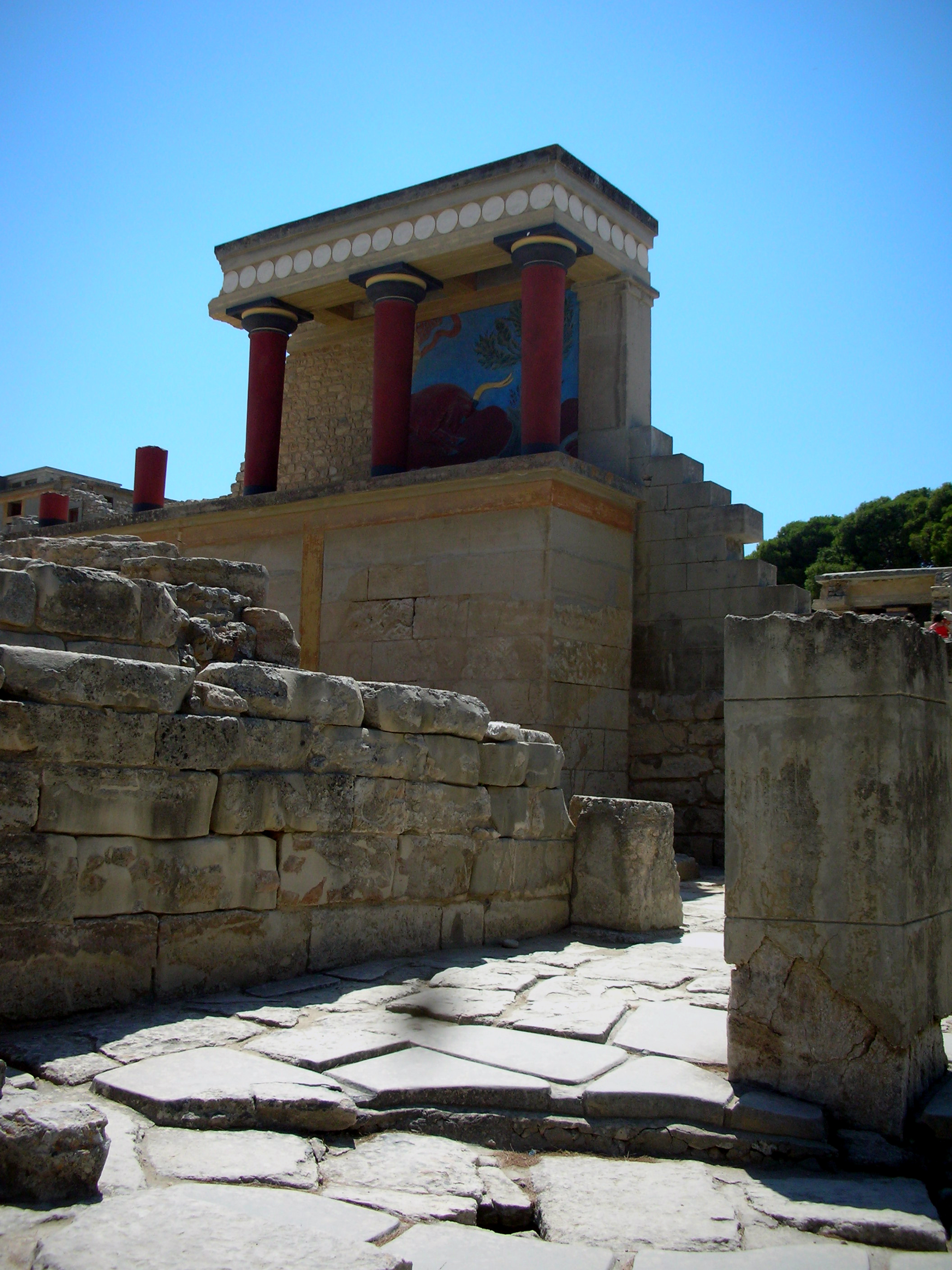
Una part de la reconstrucció d'Arthur Evans del palau de Cnossos. Bastió A de l'entrada nord, notable pel fresc del Bou

L'excavació de la ciutat i dels seus palaus ha permès fixar la cronologia del regne de Minos. Cnossos va ser habitada des del V mil·lenni aC, però el primer palau no va ser bastit fins al 2000 aC. Les restes mostren influències egípcies i del Llevant. El palau va ser destruït per un terratrèmol cap a la meitat del segle xviii aC i es va reconstruir en els anys següents. La segona Cnossos, es pensa que tenia uns cent mil habitants i d'aquesta època són la major part de les troballes. Cap al 1450 aC, aquest palau fou destruït per un incendi, causat probablement per la invasió dels aqueus. Els aqueus van viure a Cnossos fins passat el 1200 aC, quan l'illa de Creta va ser colonitzada pels doris i es van establir institucions dòriques en tota l'illa. La ciutat de Càndia era el port de Cnossos.
Cnossos fou la ciutat que va exercir l'hegemonia dòrica a Creta i, aliada amb Gortina, va obtenir el control de tota l'illa. Polibi fa un relat de les guerres civils que van afectar l'illa i en les quals Cnossos va prendre part. La ciutat va subsistir fins a la dominació romana, quan fou convertida en colònia. Durant l'imperi, es va mantenir com a municipi de segon ordre. Va desaparèixer durant el període romà d'Orient.

### Neolític
El lloc de Cnossos té una llarga història d’ocupació humana que començà amb la fundació del primer assentament en època neolítica (cap al 7000 aC). Les restes neolítiques són prolífiques a Creta. Se'n troben en coves, refugis de roca, cases i assentaments. Cnossos té una capa gruixuda del Neolític que conté una seqüència d’assentaments, el primer dels quals es va construir sobre la roca mare.
L'arqueòleg britànic Arthur Evans, que excavà el palau de Cnossos, va estimar que cap el 8000 aC un poble del Neolític va assentar-se al turó, probablement provinent des d'ultramar amb vaixell, i hi construí el primer d'una successió d'assentaments amb cases fetes de tova (les dates revelades pel radiocarboni han ajustat la cronologia al 7000-6500 aC). El gran nombre de bobines i rodets incisos en argila i pedra trobats corroboren l'existèmcia de confecció de teles. S'hi van trobar bons caps de destrals i maces de pedra de colors diferents fets de roca verda, serpentina, diorita i jadeïta, així com ganivets d'obsidiana i puntes de fletxa juntament amb els nuclis d'on van sortir. El més significatiu que s'hi trobà pel que fa als objectes petits fou un gran nombre de figuretes d'animals i humanes, entre les quals representacions de dones nues assegudes o de peus amb els pits i les natges de dimensions exagerades. Evans va atribuir aquestes representacions femenines al culte a la dea mare neolítica, i a la resta de figuretes també els donà un significat religiós.

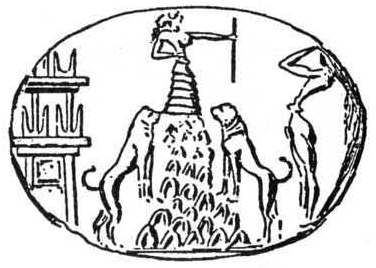
Imatge de la deessa trobada a Knossos

Entre els elements trobats a Cnossos hi ha la representació minoica d’una dea flanquejada per dues lleones.
L'arqueòleg anglès John Davies Evans (el qual no tenia cap relació amb Arthur Evans) va emprendre noves excavacions en fosses i trinxeres sobre el palau, i se centrà en els estrats neolítics. Al neolític preceràmic A, entre el 7000 i el 6000 aC, existia un llogaret d'entre 25 i 50 persones a la ubicació de la Plaça Central. Vivien en cabanes de fetes de tova; tenien animals, cultivaven la terra i, en cas de tragèdia, enterraven els seus fills sota el terra de les cases. Se suposa que el llogaret estava format per diverses famílies interrelacionades, que practicaven alguna forma d'exogàmia, vivien amb poca o nul·la intimitat i passaven la major part del temps a l'aire lliure; es refugiaven a les cases només a la nit o per inclemències meteorològiques. Probablement es tractés de grups que encara eren nòmades o seminòmades.

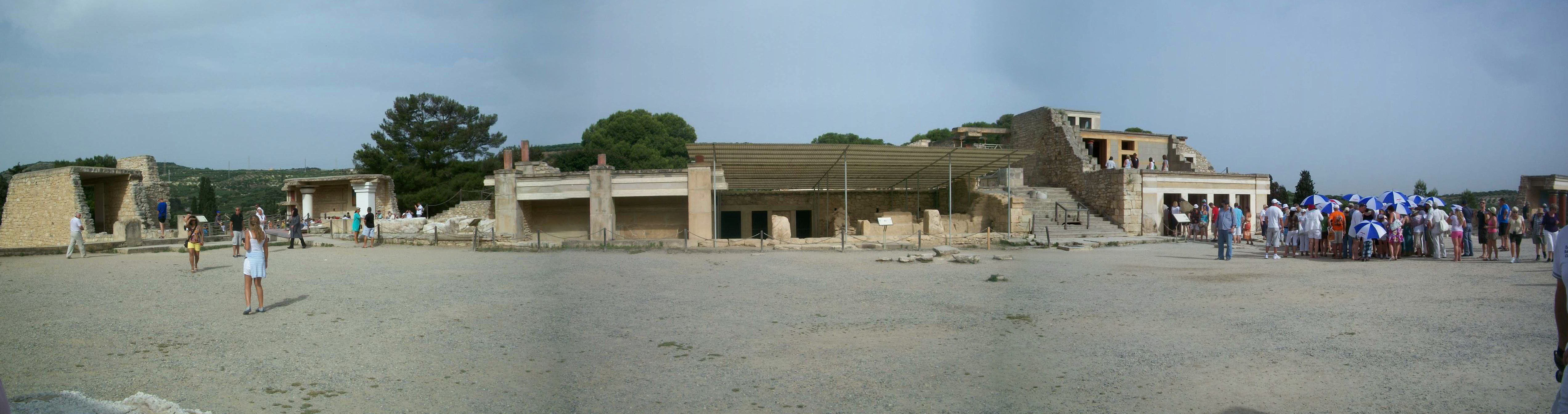
Plaça Central de Cnossos

En el neolític inicial (6000-5000 aC), un poble de 200 a 600 persones ocupava ja la major part de l'àrea del palau i els vessants nord i oest. Vivien en cases quadrades d'una o dues habitacions, amb parets de maó de fang alçades sobre sòcols de pedra, inclosos objectes de pedra reciclats. Les parets interiors estaven revestides de guix de fang. Les teulades eren planes, fetes amb fang sobre branques. Els residents van cavar xemeneies en diversos llocs del centre de la sala principal. Aquest poble tenia una característica inusual: una casa situada a la zona de la plaça occidental contenia vuit habitacions i cobria 50 m². Les parets eren en angle recte. La porta estava centrada. Les pedres grans es van utilitzar com a suport en els punts de major tensió. S'ha suggerit que aquesta construcció hagués estat una mena de lloc per a l'emmagatzematge.

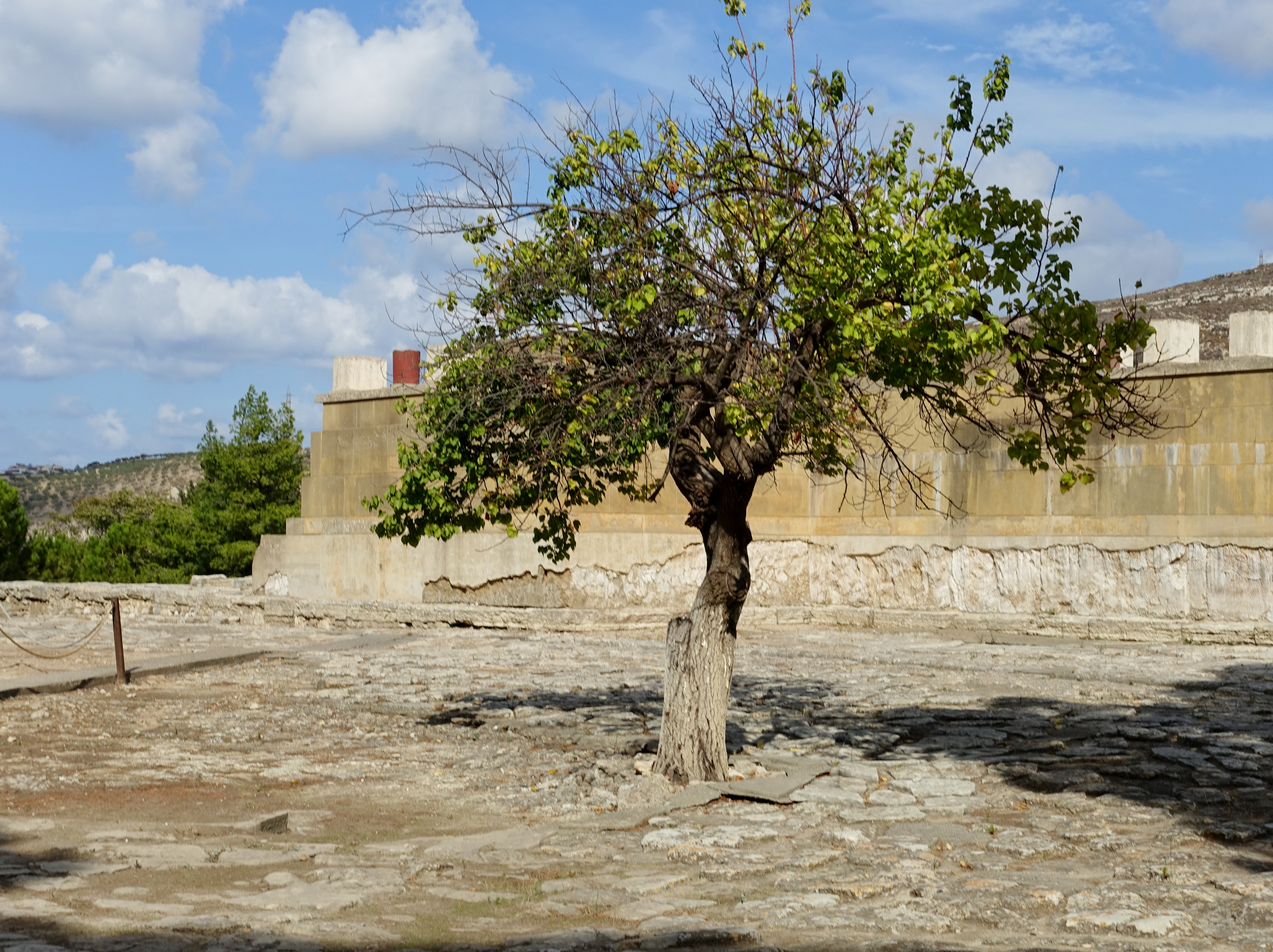
Plaça occidental de Cnossos

L’assentament del Neolític mitjà (5000-4000 aC) va allotjar entre 500 i 1.000 persones en cases més substancials i presumptament més familiars. La construcció era la mateixa, excepte que les finestres i les portes eren de fusta; una llar de foc fixa i elevada ocupava el centre de la sala principal i les pilastres i altres elements elevats (armaris, llits) ocupaven el perímetre. Sota el palau es trobà la Gran Casa, una casa de pedra de 100 m² dividida en cinc habitacions amb parets d'un metre de gruix que suggereix l'existència originària d'un segon pis. La presència de la casa, que és poc probable que hagués estat una residència privada com les altres, suggereix un ús comunitari o públic, potser l'antecessor d’un palau.
Al Neolític final (4000-3000 aC), la seva població va augmentar dràsticament.

### Època minoica
Es creu que els primers palaus de Creta es van construir poc després del 2000 aC, durant la primera part del període minoic mitjà, a Cnossos i altres llocs com Màllia, Festos i Zakros. Aquests palaus, que havien d’establir el patró d’organització a Creta i Grècia durant el segon mil·lenni, van suposar una forta ruptura del sistema de poblacions neolítiques que havia prevalgut fins a aquell moment. La construcció dels palaus implica una major riquesa i una concentració de l'autoritat, tant política com religiosa. Es creu que seguien models orientals, com els d'Ugarit a la costa siriana i Mari a l'Eufrates superior.
Els primers palaus van ser destruïts durant el Minoic II mitjà, abans del 1700 aC, segurament a causa de terratrèmols, als quals Creta n'és propensa. Cap al 1650 aC, havien estat reconstruïts a una escala més gran i el període dels segons palaus (c. 1650 – c. 1450) marca l'auge de la prosperitat de la civilització minoica. Tots els palaus tenien grans patis centrals que podrien haver estat utilitzats per a cerimònies i espectacles públics. Els habitatges, els magatzems i els centres administratius estaven situats al voltant del pati i també hi havia una sala de treball per a artesans qualificats.

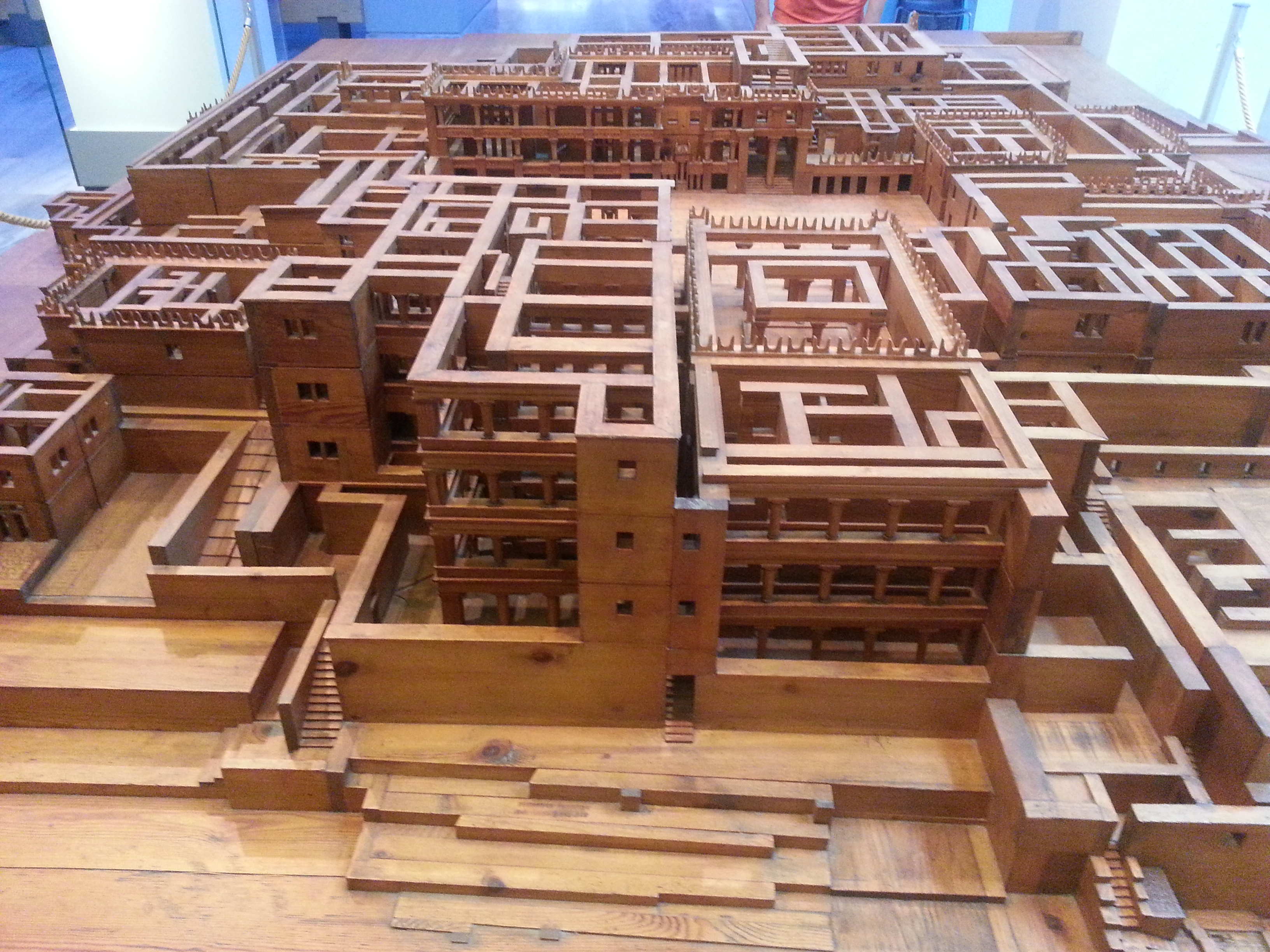
Reproducció a escala de Cnossos

El palau de Cnossos era, amb diferència, el més gran. Només l'edifici principal tenia una superfície de tres hectàrees, que s'amplien a cinc quan s'hi inclouen edificis exteriors separats. Tenia una monumental escala que conduïa a les habitacions estatals d’un pis superior. A la planta baixa hi havia un centre de culte ritual. Els magatzems del palau ocupaven setze habitacions, la principal característica de les quals eren els pithoi, que eren grans contenidors d’emmagatzematge de fins a cinc peus d’alçada. S'utilitzaven principalment per emmagatzemar oli, llana, vi i cereals. Els objectes més petits i valuosos es guardaven en cistells revestits de plom. El palau tenia banys, lavabos i un sistema de drenatge. Es trobà un teatre a Cnossos on cabien 400 espectadors (un d'anterior es va trobar a Festos). La zona orquestral n'era rectangular, a diferència dels models atenesos posteriors, i probablement es va utilitzar per a danses religioses.
Les tècniques de construcció a Cnossos eren pròpies. Els fonaments i la filera inferior eren de maçoneria, en un conjunt construït sobre un entramat de fusta de bigues i pilars. L'estructura principal estava construïda amb maons grossos, sense coure. El sostre era pla amb una gruixuda capa d’argila sobre matolls. Les habitacions interiors estaven il·luminades per pous de llum i les columnes de fusta, moltes estriades, servien de suport i dignitat del lloc. Les cambres i els passadissos es decoraven amb frescos que mostraven escenes de la vida quotidiana i de processons. La guerra és evidentment absent. Les modes de l'època es poden veure en representacions de dones en diverses postures. Tenien els pentinats elaborats i duien vestits llargs amb faldilles volants i mànigues inflades. Els cossets estaven cenyits a la cintura i els pits exposats.
La prosperitat de Cnossos es basà principalment en el desenvolupament de recursos propis de Creta, com ara oli, vi i llana. Un altre factor fou l'expansió del comerç. Heròdot va escriure que Minos, el llegendari rei de Cnossos, va establir una talassocràcia (imperi marí). Tucídides acceptà la tradició i va afegir que Minos va netejar el mar de pirates, augmentà el flux de comerç i va colonitzar moltes illes del mar Egeu. Les proves arqueològiques avalen aquesta creença perquè la ceràmica minoica s'ha trobat a Egipte, Síria, Anatòlia, Rodes, les Cíclades, Sicília i la Grècia continental. Sembla que van existir fortes connexions minoiques amb Rodes, Milet i Samos. La influència cretenca es pot veure en els escrits més antics trobats a Xipre. El principal mercat de Creta eren les Cíclades, on hi havia demanda de ceràmica, especialment els gerros de pedra. No se sap si les illes estaven sotmeses a Creta o si només eren socis comercials, però certament aquests territoris van patir una forta influència cretenca.
Això també es pot aplicar a la Grècia continental, ja que tant la tradició com l'arqueologia indiquen forts vincles entre Creta i Atenes. La principal llegenda aquí és la història del Minotaure, en què Atenes estava sotmesa a Cnossos i pagava tributs. La llegenda es refereix a una criatura que vivia en un laberint i que era mig home i mig toro. Els bous apareixen freqüentment en la ceràmica i frescos de Cnossos, on la complexa disposició del palau podria suggerir un laberint. Un dels símbols de culte més comuns, que es veu sovint a les parets del palau, és la destral de doble cap anomenada labrys, que és una paraula cariana que defineix aquest tipus d'eina o arma.

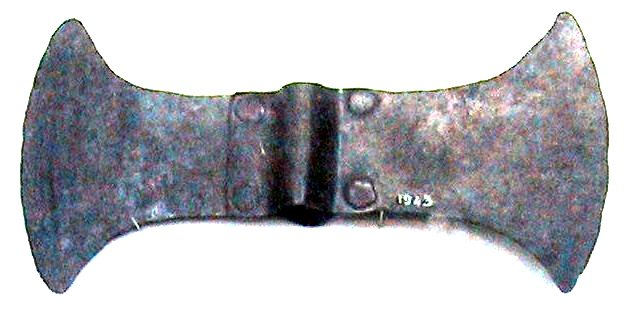
Labris trobat a Messara, Creta

En ple apogeu cretenc cap al 1450 aC, els palaus de Màllia, Festus i Zakros van ser destruïts juntament amb assentaments més petits situats en altres llocs de l'illa. Només se'n va mantenir el de Cnossos, que va sobreviure fins al c. 1370 aC. En el moment de la seva destrucció, fou ocupada per grecs, la presència dels quals se sap gràcies a les noves armes i l'èmfasi en la guerra presents tant en l'art com en les sepultures. S'havien adoptat tombes de cambra d'estil micènic i hi va haver influència continental en els estils de ceràmica. La confirmació se'n produeix en forma escrita després que Michael Ventris desxifrés les tauletes escrites en Lineal B i va mostrar que el llenguatge era una forma primerenca del grec i força diferent a la anterior Lineal A. Arthur Evans va trobar les tauletes en Lineal B a Cnossos i, tot i que l'escriptura era diferent a la Lineal A de Faestus i d'altres llocs, va considerar que n'era un evolució de la primera i la va anomenar Lineal B.
Malgrat l'especulació que Cnossos va ser destruïda per l'erupció volcànica de Santorini, generalment s'accepta que la causa fou humana i després d'una invasió de Creta per part de grecs d'Argolid, molt probablement micènics. Cnossos encara era pròspera en el moment de la seva destrucció ocorreguda cap al 1370 aC, amb un comerç i una producció artística actius. Les explicacions per a la seva destrucció, doncs, romanen encara en l'especulació, tot i que una raó molt probable és que els micènics, que llavors prospeven al continent, van decidir eliminar un poder rival.

### Època hel·lenística i romana
Els treballs de camp realitzats el 2015 van revelar que durant la primera edat del ferro, Cnossos era ric en importacions i era un assentament gairebé tres vegades més gran del que indicaven les excavacions anteriors. Tot i que els arqueòlegs havien cregut anteriorment que la ciutat havia decaigut arran d'un col·lapse sociopolític al voltant del 1200 aC, les excavacions acabaren demostrant que la ciutat precisament havia prosperat en aquella època. Després de la caiguda dels minoics vers el 1370 aC, Cnossos es va repoblar aproximadament el 1000 aC, i va continuar sent un dels centres més importants de Creta. La ciutat tenia dos ports: Amnisos i Heraklion. 

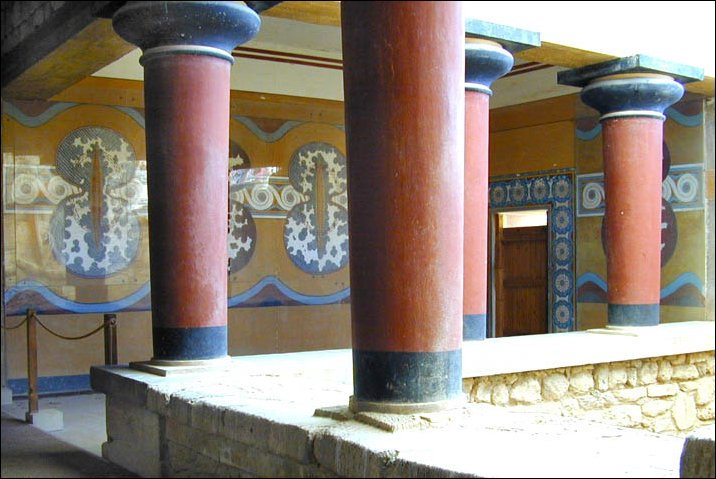
Columnada del palau

Segons l'antic geògraf Estrabó, la gent de Cnossos colonitzà la ciutat de Brundisium a Itàlia. El 343 aC, Cnossos s'alià amb Felip II de Macedònia. La ciutat va emprar un mercenari foci anomenat Falec per lluitar contra el seu enemic, la ciutat de Lictos. Els lictes van fer una crida als espartans, que van enviar el seu rei Arquidam III contra els cnossos.[31] En època hel·lenística, Cnossos estava sota influència egípcia, però malgrat els esforços militars considerables durant la Guerra Cremonidea (267–261 aC), els ptolomeus no foren capaços d’unificar les ciutats estat en guerra. Al segle iii aC Cnossos amplià el seu poder i va aconseguir dominar gairebé tota l'illa, però durant la Guerra de Lictos al 220 aC passà a ser controlada per una coalició dirigida pels polirrenis i el rei macedoni Filip V.
Vint anys després, durant la Guerra de Creta (205-200 aC), Cnossos tornà a ser una de les opositores de Filip de Macedònia i, mitjançant l'ajut romà i rodià, aquesta vegada van aconseguir alliberar Creta de la influència macedònia. Amb l'ajut romà, Cnossos es tornà a convertir en la primera ciutat de l'illa, però, el 67 aC el Senat romà va triar Gortina com a capital de la recentment creada província de Creta i Cirene. El 36 aC, Cnossos es va convertir en una colònia romana anomenada Colonia Iulia Nobilis. La colònia, que es va construir amb arquitectura d'estil romà, estava situada a la rodalia del palau. Tanmateix, només se n'ha excavat una petita part.
La identificació de Cnossos amb l'edat del bronze es recolzà des d'un primer moment en l'aparició de monedes d'època romana disperses pels camps que envoltaven el jaciment, aleshores un gran túmul anomenat Turó Kephala (lloc triat pels antics per a la construcció del palau de Cnossos), situat a 85 m d’altitud del nivell actual del mar. Moltes d'aquestes monedes duien inscrits els mots Knosion o Knos, a l'anvers, i la imatge d'un minotaure o laberint, al revers. Les monedes provenien de l'assentament romà de Colonia Julia Nobilis Cnossus, situada just al nord de Kephala. Els romans creien que eren els primers a colonitzar Cnossos.

### Època cristiana
Cnossos es va convertir en una seu titular, però durant el segle ix la població local es traslladà a la nova ciutat de Càndax (moderna Heraklion). Al segle xiii, es deia Makruteikhos, 'Mur llarg'; els bisbes de Gortyn van continuar anomenant-se bisbes de Cnossos fins al segle xix. Avui en dia, el nom de Cnossos s'utilitza només per al jaciment arqueològic situat als afores d'Heraklion.

## Celebritats
Hi van néixer Quersifró o Ctesifon i el seu fill Metagenes, arquitectes del gran temple d'Àrtemis a Efes; Enesidem el filòsof, el gran esportista Ergòtel d'Himera (guanyador dels jocs olímpics, dels pítics i dels ístmics).